# Municipio de Ravanna
El municipio de Ravanna (en inglés: Ravanna Township) es un municipio ubicado en el condado de Mercer en el estado estadounidense de Misuri. En el año 2010 tenía una población de 217 habitantes y una densidad poblacional de 1,46 personas por km².

## Geografía
El municipio de Ravanna se encuentra ubicado en las coordenadas 40°25′49″N 93°26′21″O / 40.43028, -93.43917. Según la Oficina del Censo de los Estados Unidos, el municipio tiene una superficie total de 148.9 km², de la cual 148,67 km² corresponden a tierra firme y (0,15 %) 0,23 km² es agua.

## Demografía
Según el censo de 2010, había 217 personas residiendo en el municipio de Ravanna. La densidad de población era de 1,46 hab./km². De los 217 habitantes, el municipio de Ravanna estaba compuesto por el 96,77 % blancos, el 0,46 % eran afroamericanos, el 0,46 % eran amerindios y el 2,3 % eran de una mezcla de razas. Del total de la población el 0,46 % eran hispanos o latinos de cualquier raza.